# Oberglatt
Oberglatt är en ort och kommun i distriktet Dielsdorf i kantonen Zürich, Schweiz. Kommunen har 7 595 invånare (2023).